# Ansano ze Sieny
Ansano, znany tez jako Ansano ze Sieny, Ansano Apostoł, (zm. ok 304 w Siena) – z pochodzenia Rzymianin, misjonarz i głosiciel ewangelii w Sienie, święty kościoła katolickiego, męczennik chrześcijański.. 
Żył na przełomie III i IV wieku. Wg tradycji pochodził ze szlachetnej rodziny rzymskiej. Potajemnie ochrzczony i wychowany na chrześcijanina. Zgodnie z podaniem był pierwszym misjonarzem w Sienie, odważnym i aktywnym wśród pogan, spośród których pozyskał i ochrzcił wielu wyznawców. Około 304 roku zginął śmiercią męczeńską poza murami miasta..
W ikonografii przedstawiany jest w stroju z epoki. Jego atrybuty to naczynie do chrztu nawiązujące do jego działalności, sztandar symbolizuje głoszenie ewangelii w środowiskach pogańskich, palma męczeństwa nawiązuje do jego męczeńskiej śmierci.